# System A
Das System A (russisch Система «А») war ein experimentelles Raketenabwehrsystem aus der Sowjetunion. Mit ihm wurde erstmals der Nachweis erbracht, dass ballistische Mittel- und Langstreckenraketen und deren Wiedereintrittskörper mit Abfangraketen bekämpft werden können. Die verwendeten W-1000-Raketen bekamen im Westen den provisorischen NATO-Codenamen SA-2 Gaffer.

## Entwicklung
Gegen Ende des Zweiten Weltkrieges startete das Deutsche Reich erstmals eine große Anzahl von ballistischen Raketen gegen Ziele in Europa. Abgesehen von der Zerstörung der Startrampen gab es keine Möglichkeit, den Einsatz dieser Waffen zu verhindern. Nach dem Ende des Zweiten Weltkrieges machte man sich in der Sowjetunion Gedanken zur Abwehr von ballistischen Raketen. Zwischen 1949 und 1953 untersuchte das Wissenschaftliche Forschungsinstitut 4 (NII-4) verschiedene theoretische Möglichkeiten zur Bekämpfung von ballistischen Raketen und präsentierte diese der Führung der Sowjetarmee. Noch im Jahr 1953 sendeten Wassili Danilowitsch Sokolowski, Georgi Konstantinowitsch Schukow sowie fünf weitere Marschälle einen Antrag zur Entwicklung eines Raketenabwehrsystems an die Sowjetführung. Die Sowjetführung ließ daraufhin von Alexander Andrejewitsch Raspletin, Alexander Lwowitsch Minz und Grigori Wassiljewitsch Kissunko verschiedene Möglichkeiten zur Raketenabwehr untersuchen. Am 17. August 1956 erteilten das Zentralkomitee der KPdSU sowie der Ministerrat der UdSSR den Auftrag zur Entwicklung eines experimentellen Raketenabwehrsystems. Als Projektleiter wurde Grigori Kissunko vom KB-1 (später SKB-30) ausgewählt. Unmittelbar nach der Auftragserteilung begann man nordwestlich vom Balchaschsee in der kasachischen Hungersteppe mit dem Bau eines Testgeländes. Für den Bau wurden 75 Baubataillone mit rund 40.000 Soldaten und Arbeitern herangezogen. Diese errichteten in kürzester Zeit einen Raketenstartplatz, Radaranlagen, Rechenzentren, Kraftwerke sowie Unterkünfte. Bereits im Frühjahr 1957 konnte mit den ersten Vorversuchen begonnen werden. Das Testgelände wurde zuerst als Staatliches Forschungs-Testgelände 10 (GNIIP-10) bezeichnet und später in Raketenstartplatz Saryschagan umbenannt.

## Technik

### Frühwarnradar Donau-2
Das Frühwarnradar wurde vom Forschungsinstitut für Fernfunk NII-37 NIIDAR entwickelt und trug die Bezeichnung Donau-2 (russisch Дунай-2). Eine weitere Bezeichnung lautete Objekt 14/15. Nachdem im April 1960 ein US-U-2-Aufklärungsflugzeug Saryschagan überflogen hatte, bekam die Radaranlage den NATO-Codenamen „Hen Roost“. Die Anlage befand sich am Westufer des Balchaschsee und hatte einen statischen Suchsektor etwa in Richtung Testgelände Kapustin Jar. Donau-2 war ein ortsfestes bistatisches Radargerät, bei dem Sender und Empfänger räumlich getrennt waren. Gegenüber der Sendeantenne war die Empfangsantenne rund 1 km nördlich platziert. Beide Antennen waren feststehend mit einem Reflektorfeld aus Stahlfachwerk. Die Sendeantenne hatte eine Länge von 150 m und eine Höhe von 8 m. Die Empfangsantenne war 150 m lang und 25 m hoch. Das Radar sendete auf einer Frequenz von knapp 200 MHz im UKW-Bereich mit einer Wellenlänge im Dezimeterbereich. Die installierte Radarreichweite betrug rund 1500 km und die maximale Sendeleistung lag bei rund 100 Kilowatt. Der Öffnungswinkel in der vertikalen Ebene betrug 0,6°–16°. Donau-2 war ein Dauerstrichradar mit linearer Frequenzmodulation. Der Elevationswinkel wurde durch Amplituden- und Phasenmodulation mit einer in der Horizontalen zweigeteilten Empfangsantenne gemessen. Die Entfernungsmessgenauigkeit betrug ±500 m bei einer Seitenpeilgenauigkeit von ±0,5 °. Das Donau-2-Radar ging am 6. August 1958 erstmals im Betrieb.

### Feuer- und Raketenleitradar RS-10/11
Für die Feuerleitung kam der RTN-Radarkomplex zur Anwendung. Drei dieser Radarkomplexe (RTN-1, RTN-2, RTN-3) wurden auf dem Testgelände in einem gleichseitigen Dreieck mit 150 km Seitenlänge gebaut. Durch diese Anordnung konnten die anfliegenden Raketen optimal verfolgt und deren Kurs mittels trigonometrischer Berechnungen und Winkelkoordinaten ermittelt werden. Die RTN-Radarkomplexe konnten die W-1000-Abfangraketen mit einer minimalen Abweichung von anfänglich 50 m und später bis 10 m an das Ziel heranführen. Ein einzelner RTN-Radarkomplex bestand aus einem Gebäude mit zwei Radarkuppeln. In der großen Radarkuppel befand sich das RS-10-Radar und in der kleinen Radarkuppel war das RS-11-Radar untergebracht. Der RTN-Radarkomplex bekam den NATO-Codenamen „Hen Nest“, wobei die größere Radarkuppel zusätzlich den NATO-Codenamen „Hen Egg“ bekam. Die vom Donau-2-Frühwarnradar detektierten Ziele wurden dem RS-10-Radar übermittelt, woraufhin dieses mit der Zielverfolgung begann. Das RS-10-Radar konnte ballistische Raketen oder deren Wiedereintrittskörper auf eine Distanz von rund 700 km detektieren und auf eine Entfernung von rund 250 km verfolgen. Dazu verwendete das Radar eine Parabolantenne mit 15 m Durchmesser. Die Radarantenne wog rund 92 Tonnen und konnte mit einer Geschwindigkeit von 13°/Sekunde gerichtet werden. Die mittlere Sendeleistung lag bei 30 Megawatt und die maximale Pulsleistung betrug 120 Megawatt. Die Pulsdauer betrug 3 oder 0,5 μs bei einer Pulswiederholfrequenz von 200 bzw. 400 Hz. Das Radar arbeitete mit einer Wellenlänge im Zentimeterbereich und die Entfernungsmessgenauigkeit betrug ±5 m.
Das unter der kleineren Radarkuppel installierte RS-11-Radar war das Raketenleitradar. Dieses verfolgte die Flugbahnen der Abfangraketen und führte diese zum Ziel. Dazu verwendete das Radar eine Parabolantenne mit 4,65 m Durchmesser und einem Gewicht von rund 8 Tonnen. Die maximale Pulsleistung betrug 1 Megawatt bei einer Pulsdauer von 0,5 μs und einer Pulswiederholfrequenz von 400 Hz.
Weiter waren bei den Startrampen der Abfangraketen zwei RSWPR-Raketenleitradare installiert. Diese bekamen den NATO-Codenamen „Fire Wheel“. Der Radarkomplex bestand aus zwei Parabolantennen (aus Redundanzgründen) mit einem Durchmesser von 2,5 m sowie einer weiteren Parabolantenne mit 0,9 m Durchmesser. Die maximale Pulsleistung betrug 1 Megawatt bei einer Pulsdauer von 1 μs und einer Pulswiederholfrequenz von 880 Hz. Dieser Radarkomplex erfasste und begleitete die Abfangraketen unmittelbar nach deren Start und führte diese in die Radarkeulen der RS-11-Radars.
Alle ermittelten Radardaten wurden mittels Mikrowellen über RRS (R-400)-Richtfunkantennen an die Einsatzzentrale gesendet.

### Einsatzzentrale und Rechenzentrum
In der Hauptverwaltung des Testgeländes befand sich die Einsatzzentrale (auch Hauptkommando oder GKWD genannt). In dieser führten die Bediener den Feuerkampf. Dort liefen alle Radar- und Aufklärungsdaten zusammen und wurden mit einem Echtzeit-Computersystem verarbeitet. Ebenso führten die Operateure den Feuerkampf in der Einsatzzentrale. Die Einsatzzentrale verfügt über umfangreiche Kommunikationseinrichtungen, die es den Operateuren erlaubten, mit den verschiedenen Radarkomplexen zu kommunizieren. Zur Raketen-Steuerung und Überwachung standen den Operateuren u. a. ein Plotextraktor zur Verfügung, welcher Ziele in einem Radius von 450 km sowie bis in eine Flughöhe von 225 km darstellte. An der Einsatzzentrale angegliedert war das Rechenzentrum (auch TsWs genannt). In diesem befanden sich in einem rund 500 m² großen Raum die beiden Feuerleitcomputer M-40 und M-50. Die Computer wurden von Wsewolod Sergejewitsch Burzew entwickelt. Der M-40 war ein 36-Bit-Röhrencomputer der 1. Generation, der auf Ferritkernen basierte. Er konnte durchschnittlich 40.000 Instruktionen pro Sekunde ausführen und die Speicherkapazität betrug 50 Kilobyte. Die Programmierung erfolgte im Maschinencode und die Programme wurden mit Lochkarten und Lochbändern eingegeben. Der M-50 Computer wurde 1959 in Betrieb genommen und war eine Modifikation des M-40. Er wurde primär für Simulationen benötigt. Alle Daten von den Radars und dem M-40-Computer wurden auf dem M-50-Computer verarbeitet und auf Magnetbändern aufgezeichnet. So war es möglich, jeden Raketenstart wiederholt in Echtzeit zu simulieren und zu analysieren.

### Raketenstartplatz
Auf dem Raketenstartplatz (auch Standort 6 bezeichnet) befanden sich neben den RSWPR-Raketenleitradars zwei SM-71P-Startrampen für die W-1000-Abfangraketen. Jede Startrampe konnte mit einer Abfangrakete beladen werden. Die Startschiene mit der Rakete konnte in der Horizontalen um 360° gedreht werden. Für den Raketenstart wurde die Startschiene in der Vertikalen in einem Winkel von 78° angestellt. Weiter befanden sich beim Raketenstartplatz Montagehallen für die Abfangraketen.

### Abfangraketen W-1000

Prototyp einer W-1000-Rakete mit experimentellem PRD-18-Booster

Die W-1000-Abfangrakete wurde von Pjotr Dmitrijewitsch Gruschin im OKB-2 (später MKB Fakel) entwickelt. Die Produktion der Abfangrakete begann im Jahr 1956 im Kissunko SKB (später NIIRP). Insgesamt wurden rund 100 Raketen in unterschiedlichen Ausführungen produziert. Im Westen bekamen die Raketen den provisorischen NATO-Codenamen „SA-2 Gaffer“. Die Abfangraketen waren zweistufige Raketen. Die erste PRD-33-Raketenstufe hatte einen Durchmesser von 1100 mm und bestand aus einem Feststoffraketentriebwerk. Die zweite Stufe wurde von dem S2.726-Flüssigkeitsraketentriebwerk angetrieben und hatte einen Durchmesser von 550 mm. Als Treibstoff wurde TG-02 (Tonka-250) verwendet. Als Oxidator kam Salpetersäure zur Anwendung. An der ersten Raketenstufe waren drei trapezförmige Stabilisierungsflächen mit einer Spannweite von rund 4 m montiert. An der zweiten Stufe waren zwei Gruppen von jeweils vier Lenk- und Steuerflächen angebracht. Die erste Stufe entwickelte am Boden einen Startschub von 1961,3 kN und hatte eine Brenndauer von 3,2–4,5 Sekunden. Das Triebwerk der zweiten Stufe hatte einen variablen Schub von 29,4–102,9 kN. Die Lenkwaffe hatte einen typisch zylinderförmigen Rumpf und war in vier Sektionen aufgeteilt: Hinter der Lenkwaffenspitze befanden sich der Suchkopf, der Zünder, die Elektronik, die RTS-8A-Telemetrieausrüstung und die APW-1000-Lenkeinheit. Diese bestand aus einem Trägheitsnavigationssystem mit Hochgeschwindigkeitsgyroskopen. Hinter der Lenkeinheit waren der Gasgenerator und der Turbogenerator für die Elektrizitätsversorgung verbaut. Unmittelbar dahinter war der Gefechtskopf untergebracht. Dieser wog rund 500 kg. Es wurden verschiedene Gefechtskopftypen getestet, unter anderem verschiedene Continuous-Rod- und Splittergefechtsköpfe. Der Standard-Splittergefechtskopf bestand aus einem TNT-Sprengstoffkern und 15.000–16.000 Kugeln aus Wolframcarbid mit einem Durchmesser 8 und 24 mm. Anschließend folgte das Feststoffraketentriebwerk. Im Heck waren die Aktuatoren für die Steuerflächen untergebracht. Während der Tests wurden verschiedene Varianten zur Gefechtskopfzündung getestet. Anfänglich wurde der Gefechtskopf manuell durch einen Operateur gezündet. Danach kamen verschiedene Näherungszünder zur Anwendung. Dabei wurden optische und Radarnäherungszünder getestet. Dieser zündete den Gefechtskopf 0,3–0,45 Sekunden vor dem Passieren des Zieles. Bei der Detonation erzeugte der Gefechtskopf eine kreisförmige Fragmentwolke mit einem Durchmesser von 50–75 m. Ebenso wurden verschiedene Suchköpfe getestet. Bei den ersten Tests wurde eine Funkkommando-Lenkung, bei der die Raketen manuell von einem Operateur ins Ziel gelenkt wurde, verwendet. Bei späteren Tests wurde ein halbaktiver Radarsuchkopf verwendet. Weiter existierte auch eine experimentelle W-1000-Rakete mit einem A-10-Nukleargefechtskopf aus Tscheljabinsk-70. Auch mit diesem Raketentyp wurden Testflüge (ohne Nuklearladung) durchgeführt.
Nach dem Ausbrennen der ersten Raketenstufe wurde diese abgesprengt und das Flüssigkeitsraketentriebwerk der zweiten Stufe zündete. Zu diesem Zeitpunkt hatte die Rakete eine Fluggeschwindigkeit von rund 630 m/s. Die zweite Stufe beschleunigte die Rakete weiter auf maximal 1500 m/s (rund Mach 4,5). Die durchschnittliche Fluggeschwindigkeit betrug rund 1000 m/s. Das Abfangen der ballistischen Rakete sollte auf eine Distanz von 55–150 km und in einer Höhe zwischen 15 und 25 km erfolgen. Die maximale Reichweite der W-1000-Abfangrakete lag zwischen 280 und 300 km, bei einer maximalen Flughöhe von 28 km. Die maximale Flugzeit der Rakete betrug rund 55 Sekunden und die Lenkwaffen konnten in großer Höhe Manöver mit einer maximalen Querbelastung von 3 g durchführen.

## Konzept und Tests

### Konzept
Als Zielraketen wurden Mittelstreckenraketen aus Kapustin Jar und den Regionen Schalqar oder Maqat gestartet. Der vorgesehenen Einschlagpunkt dieser Raketen lag etwa im Zentrum der drei RTN-Radarkomplexe im Testgelände Saryschagan. Zur Zielaufklärung/Zielerfassung diente das Donau-2-Frühwarnradar, das den drei RTN-Radarkomplexen erste Daten über Richtung und Entfernung des Zieles lieferte. Die Zieldaten wurden den drei RS-10-Zielfolgeradaren übergeben, die das Ziel nun begleiteten und kontinuierlich dessen Koordinaten in Form von Azimut, Elevation und Entfernung bestimmten. Daraus berechnete der M-40-Feuerleitcomputer in der Einsatzzentrale den Kurs des Zieles und legte einen Abfangpunkt fest. Nach dem Start der W-1000-Abfangrakete wurde diese zunächst vom RSWPR-Raketenleitradar erfasst und in die Radarkeule der Raketenleitradar RS-11 geführt. Das RS-11-Radar maß die aktuellen Koordinaten der Rakete und übermittelte sie zum M40-Computer in der Einsatzzentrale. Der Feuerleitcomputer berechnete nun kontinuierlich einen Abfangkurs und übermittelte über das RS-11-Raketenleitradar die Lenkkommandos an den Flugkörper. Stimmten die Koordinaten von Ziel und Rakete überein, so wurde mittels Funkkommando (später mit einem Näherungszünder) die Zündung des Gefechtskopfes ausgelöst. Diese Operationen wurden zunächst manuell und später vollautomatisch durch den M-40-Feuerleitcomputer ausgeführt.

### Tests
Im Herbst 1957 wurden erste Teststarts und Testflüge mit den W-1000-Abfangraketen durchgeführt. Nach sechs erfolglosen Teststarts, bei denen die Raketen dazwischen immer wieder modifiziert wurden, erreichte eine Rakete am 31. August 1958 erstmals die angestrebte Fluggeschwindigkeit von 1500 m/s. Im Sommer 1958 ging das Donau-2-Radar in Betrieb. Im Herbst desselben Jahres begannen die Tests mit den RTN-Radarkomplexen. Dabei gelang es, mit dem Radarkomplex die Umlaufbahn von Sputnik 3 zu verfolgen. Im Sommer 1959 war schließlich das Rechenzentrum mit den Computern einsatzbereit. Bereits bei den ersten Tests wurde festgestellt, dass der M-40-Feuerleitcomputer sehr störungsanfällig war und die Elektronenröhren häufig ausgewechselt werden mussten. Nachdem die einzelnen Teilsysteme unabhängig voneinander getestet worden waren, begannen im Frühling 1960 die Tests mit dem kompletten System-A.
Am 12. Mai 1960 erfolgte der erste komplette Test des gesamten System-A mit einem W-1000-Raketenstart. Bis Ende Oktober 1960 wurden 38 Raketenstarts und Testflüge durchgeführt, bei denen den Abfangraketen aber kein Ziel zugewiesen wurde. Am 5. November erfolgte der erste Abfangversuch einer R-5-Mittelstreckenrakete (NATO-Codename „SS-3 Shyster“). Dieser Versuch misslang infolge einer Fehlfunktion an der in der Region Schalqar gestarteten R-5-Rakete. Nach zwei weiteren erfolglosen Abfangversuchen erfolgte am 24. November 1960 ein weiterer Abfangversuch einer R-5-Rakete. Dabei wurde die W-1000-Abfangrakete mit den RTN-Radarkomplexen auf 21 m an die R-5-Rakete herangeführt, wo der Gefechtskopf detonierte. Der experimentelle Continuous-Rod-Gefechtskopf der Abfangrakete vermochte aber nicht das Ziel zu zerstören. In den nächsten drei Monaten wurden zehn weitere Abfangversuche gegen R-5-Raketen durchgeführt, von denen keiner erfolgreich verlief.
Nachdem alle 14 bis dahin durchgeführten Abfangversuche Fehlschläge waren, gelang am 4. März 1961 der erste erfolgreiche Abfangversuch mit dem System A. Bei diesem Test wurde als Ziel eine R-12-Mittelstreckenrakete (NATO-Codename „SS-4 Sandal“) eingesetzt. Im Gegensatz zur R-5 wird bei dieser Rakete der Gefechtskopf nach der Beschleunigungsphase (engl. boost phase) vom Raketenrumpf abgetrennt. Der Start der R-12-Rakete erfolgte in der Region Maqat. Das Donau-2-Frühwarnradar erfasste die R-12-Rakete in einer Höhe von 450 km und rund 1000 km entfernt von dem vorgesehenen Einschlaggebiet. Ab einer Distanz von 790 km konnte das Donau-2-Radar die separierte Gefechtskopfattrappe der R-12-Rakete kontinuierlich verfolgen. Diese befand sich jetzt mit einer Geschwindigkeit von rund 2.500 m/s im Wiedereintritt in die Erdatmosphäre. Nachdem die RTN-Radarkomplexe die Zielverfolgung sichergestellt hatten, erfolgte der Start der W-1000-Abfangrakete. Diese wurde mit dem RS-11-Raketenleitradar auf rund 32 m an die Gefechtskopfattrappe herangeführt, wo der Gefechtskopf der W-1000 durch den Näherungszünder gezündet wurde. Der Abfangpunkt befand sich 60 km von der W-1000-Startrampe entfernt, in einer Flughöhe von 25 km. Die Geschwindigkeit der W-1000-Rakete betrug zu diesem Zeitpunkt rund 1000 m/s. Das gesamte Abfangmanöver wurde vollautomatisch von dem M-40-Computer durchgeführt, wobei die finale Abfangphase rund 14 Sekunden dauerte. Untersuchungen der R-12-Gefechtskopfattrappe ergaben, dass der 500 kg wiegende Stahlkonus von den Splittern schwer beschädigt wurde und ein realer Gefechtskopf zerstört worden wäre.
Zwischen 1961 und 1962 wurden mit dem System A vier Tests im Rahmen vom Projekt K durchgeführt. Bei dem Projekt K wurden über Saryschagan insgesamt vier Kernwaffentest in großer Höhe durchgeführt, um u. a. die Auswirkungen des elektromagnetischen Impulses auf die Anlagen zu untersuchen. Weiter untersuchte man die Kampftauglichkeit der W-1000-Abfangraketen im Umfeld von Kernwaffenexplosionen. Dazu wurden Kernwaffen in Höhen von 80, 150 und 300 km über Saryschagan gezündet. Die Kernwaffen hatten eine Sprengkraft von 1,2 und 300 kT. Dabei wurden längere Ausfälle von dem Donau-2-Radar, verursacht durch die Elektromagnetischen Impulse, beobachtet. Die RS-10/11-Radars waren von den Ausfällen nicht betroffen, da sich diese unter Radarkuppeln mit Faradayschen Käfigen befanden.
Der letzte Abfangtest mit dem System A erfolgte im Jahr 1964. Insgesamt wurden zwischen 1957 und 1964 rund 100 W-1000-Raketen gestartet. Während der Tests wurden 11 R-5- und R-12-Raketen getroffen und von sechs wurden dabei die Gefechtsköpfe zerstört. Dabei wurden mit den R-5- und R-12-Raketen auch Störsender und Täuschkörper vom Typ Werba, Krot und Kaktus sowie radarabsorbierenden Schutzschichten getestet.

## Bewertung und Verbleib
Mit dem System A wurde nachgewiesen, dass ballistische Mittel- und Langstreckenraketen bzw. deren Wiedereintrittskörper mit Abfangraketen bekämpft werden können. Dafür wurde den leitenden Entwicklern aus dem KB-1 und OKB-2 am 15. Juli 1966 der Leninorden der UdSSR verliehen. Das System A war ein experimentelles und kein serienreifes Raketenabwehrsystem. Einzelne Komponenten vom System A bildeten die Grundlagen für spätere sowjetische Raketenabwehrsysteme. So war das RS-10-Radar die Grundlage für das Radar 5N22 Jenissei (NATO-Codename „Try Add“) vom späteren A-35-Raketenabwehrsystem (NATO-Codename „ABM-1 Galosh“). Das Donau-2-Radar bildete die Grundlage für die späteren Frühwarnradars 5N12 und 5N15 Dnister (NATO-Codename „Hen House“). Die W-1000-Abfangrakete wurde ab 1966 zur 1Ja2TA-Höhenforschungsrakete weiterentwickelt. Mit dieser Rakete wurden Flughöhen von 400 km erreicht. Weiter wurden einzelne Komponenten der W-1000-Rakete bei der späteren Flugabwehrrakete 5W11 Dal (NATO-Codename „SA-5 Griffon“) verwendet. Nach dem Testende 1964 wurden die Radare vom System A bis 1966 zur Satellitenbeobachtung und bei Raketentests verwendet. Die Radarstation RTN-3 wurde später abgebaut und im Raketentestgelände Kura wieder aufgebaut. Dort wurde sie bis 1975 zur Flugbahnverfolgung von Interkontinentalraketen genutzt.